# My Son, the Hero
My Son, the Hero is een Amerikaanse filmkomedie uit 1943 onder regie van Edgar G. Ulmer.

## Verhaal
Big Time deelt een sjofele hotelkamer met de vechter Kid Slug. Hij heeft jarenlang opgeschept tegen zijn zoon Michael, die een oorlogsheld is. Wanneer Michael terug naar huis komt, doet Big Time een poging om een landhuis te lenen. Op die manier wil hij de indruk wekken dat hij rijk en succesvol is. 

## Rolverdeling
- Patsy Kelly: Gerty Rosenthal
- Roscoe Karns: Big Time Morgan
- Joan Blair: Cynthia Morgan
- Carol Hughes: Linda Duncan
- Max Rosenbloom: Kid Slug Rosenthal
- Luis Alberni: Tony
- Joseph Allen: Michael Morgan
- Lois Collier: Nancy Cavanaugh
- Jeni Le Gon: Lambie
- Nick Stewart: Nicodemus